# Martînivka, Kobeleakî
Martînivka (în ucraineană Мартинівка) este un sat în comuna Vasîlivka din raionul Kobeleakî, regiunea Poltava, Ucraina.

## Demografie
Componența lingvistică a localității Martînivka
     Ucraineană (91,9%)
     Rusă (6,67%)
     Alte limbi (1,43%)
Conform recensământului din 2001, majoritatea populației localității Martînivka era vorbitoare de ucraineană (91,9%), existând în minoritate și vorbitori de rusă (6,67%).